# Valär (Familie)

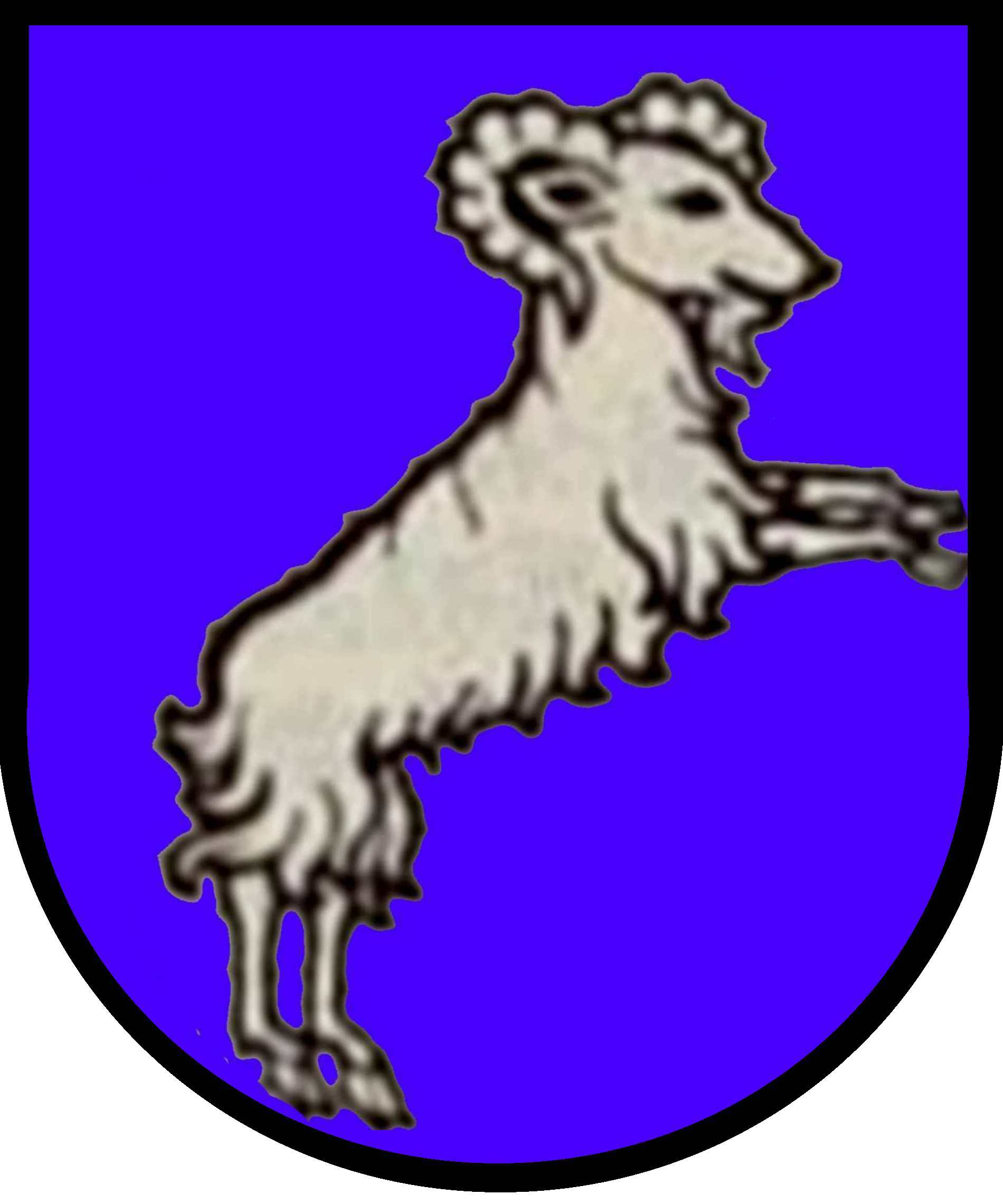
Familienwappen Valär in Fideris

Valär [faˈlæːr] (auch Valaer geschrieben) ist eine alte Davoser und Prättigauer Familie.

## Familie
Die Valär, erstmals 1396 als landesherrliche Ammänner des Gerichts Castels erwähnt, erhoben den Zehnt in Fideris. Sie unterhielten Ende des 15. Jahrhunderts enge Beziehungen zu den Landesherren von Matsch. 1595 waren sie, zusammen mit den Adeligen Sprecher im Besitz eines landesherrlich-österreichischen Lehens. Bundslandammann Paul Valär († 1684; ⚭ Ursula Sprecher von Bernegg, * 1632 in Fideris, † 15. Februar 1675 in Parpan) erwarb Schloss Vorburg nahe Burg Grimmenstein bei St. Margrethen. Da er keine männlichen Nachkommen hatte, starb mit ihm der Familienzweig in Fideris aus. Seine Tochter Magdalena (⚭ Johann Ulrich von Buol-Strassberg, * 1626 in Parpan, † 13. Februar 1687 in Parpan, Dr. Commissari).
Sein Bruder Jakob von Valär (* 1605, † 13. Januar 1688, 1⚭ 1625 Catharina Sprecher, 2⚭ 1679 Verena Buol) begründete die Davoser Linie und trug einen Adelstitel. Eine Nobilitierung ist nicht bezeugt. Jakob von Valär war 1633 Landschreiber von Davos, 1647 Eherichter und Kirchenvogt der reformierten Kirche in der Schweiz. 1650/51 Hauptmann und Landammann von Davos. 1651–1652 war er Bundsschreiber des Zehngerichtebunds in Davos. 1650 entwarf er die Davoser Kriminalordnung, die 1652 vom Zehngerichtebund übernommen wurde. Seine Nachkommen sind heute noch erfolgreich in Politik und Wirtschaft tätig.
Der Davoser Lehrer, Bautechniker, Architekt und Kurdirektor Hans Valär (1871–1947) wurde mit seinen im walserdeutschen Dialekt geschriebenen humorvollen Geschichten aufgrund seiner Auftritte auf Radio Beromünster schweizweit bekannt.

## Wappen
Der Wappenschild zeigt in Blau ein gewendeter, steigender, silberner Widder.